# 內格里鄉 (巴克烏縣)
46°42′N 26°58′E / 46.700°N 26.967°E
內格里鄉（羅馬尼亞語：Comuna Negri, Bacău），是羅馬尼亞的鄉份，位於該國東北部，由巴克烏縣負責管轄，面積39平方公里，海拔高度163米，2007年人口2,926，人口密度每平方公里75人。